# Anisia inepta
Anisia inepta är en tvåvingeart som beskrevs av Wulp 1890. Anisia inepta ingår i släktet Anisia och familjen parasitflugor. Inga underarter finns listade i Catalogue of Life.